# Бонате-Сотто
Бонате-Сотто (італ. Bonate Sotto, п'єм. Bonate Sotto) — муніципалітет в Італії, у регіоні Ломбардія, провінція Бергамо.
Бонате-Сотто розташоване на відстані близько 480 км на північний захід від Рима, 37 км на північний схід від Мілана, 9 км на захід від Бергамо.
Населення — 6702 особи (2014).
Щорічний фестиваль відбувається 20 січня. Покровитель — San Sebastiano.

## Демографія
Населення за роками:

Станом на 1 січня 2023 року в муніципалітеті офіційно проживали 764 іноземці з 50 країн, серед них 132 громадяни країн Євросоюзу та 26 громадян України.

## Сусідні муніципалітети
- Бонате-Сопра
- Кіньоло-д'Ізола
- Дальміне
- Філаго
- Мадоне
- Тревіоло